# Hollands-Zeeuwse Unie
De Hollands-Zeeuwse Unie, ook wel de Unie van Dordrecht, was een unie ten tijde van de Nederlandse Opstand.
Door de politiek-militaire status quo die heerste in de Nederlanden in de jaren zeventig van de zestiende eeuw was het onvermijdelijk dat Holland en Zeeland nauwer gingen samenwerken in de strijd tegen de wat zij 'willekeur van de Spaanse tirannie' noemden. De totstandkoming van deze unie is te danken aan Willem van Oranje, die toen 'tegenstadhouder' van Holland en Zeeland was. Maximiliaan van Hénin-Liétard, graaf van Boussu, was op dat moment de officiële stadhouder, aangewezen door Filips II, heer der Nederlanden. De Staten van Holland en van Zeeland voelden er aanvankelijk weinig voor. Oranje bezigde daarom een pressiemiddel dat hij vaker gebruikte, namelijk dreigen met ontslag. De beide statenvergaderingen konden niet anders dan zijn eis opvolgen. Tijdens een gemeenschappelijke zitting op 4 juni 1575 spraken ze zich uit voor een onderlinge unie. Pas in april 1576 kwamen meer precieze regelingen. Beide gewesten zouden geen gezamenlijke staat gaan vormen, ze behielden ieder hun eigen bestuurscollege. Oranje nam de leiding van het leger op zich, bijgestaan door gedeputeerden uit de beide staten. Dit versterkte zijn positie aanzienlijk.
Deze beslissingen waren revolutionair. Door Oranje dit soort bevoegdheden te verstrekken, op eigen hand, waren de beide staten in de praktijk niet meer trouw aan de Spaanse koning. Desalniettemin beschreven ze de benoeming van Oranje als 'van weegen den Koning als Grave van Holland ende Zeeland'. Ofschoon zij de koning formeel bleven erkennen als rechtmatige landsheer, gingen ze recht tegen diens belangen in.